# Tăureni, Harghita
Tăureni (maghiară Bikafalva) este un sat în comuna Feliceni din județul Harghita, Transilvania, România.

## Vezi și
- Biserica reformată din Tăureni

## Imagini

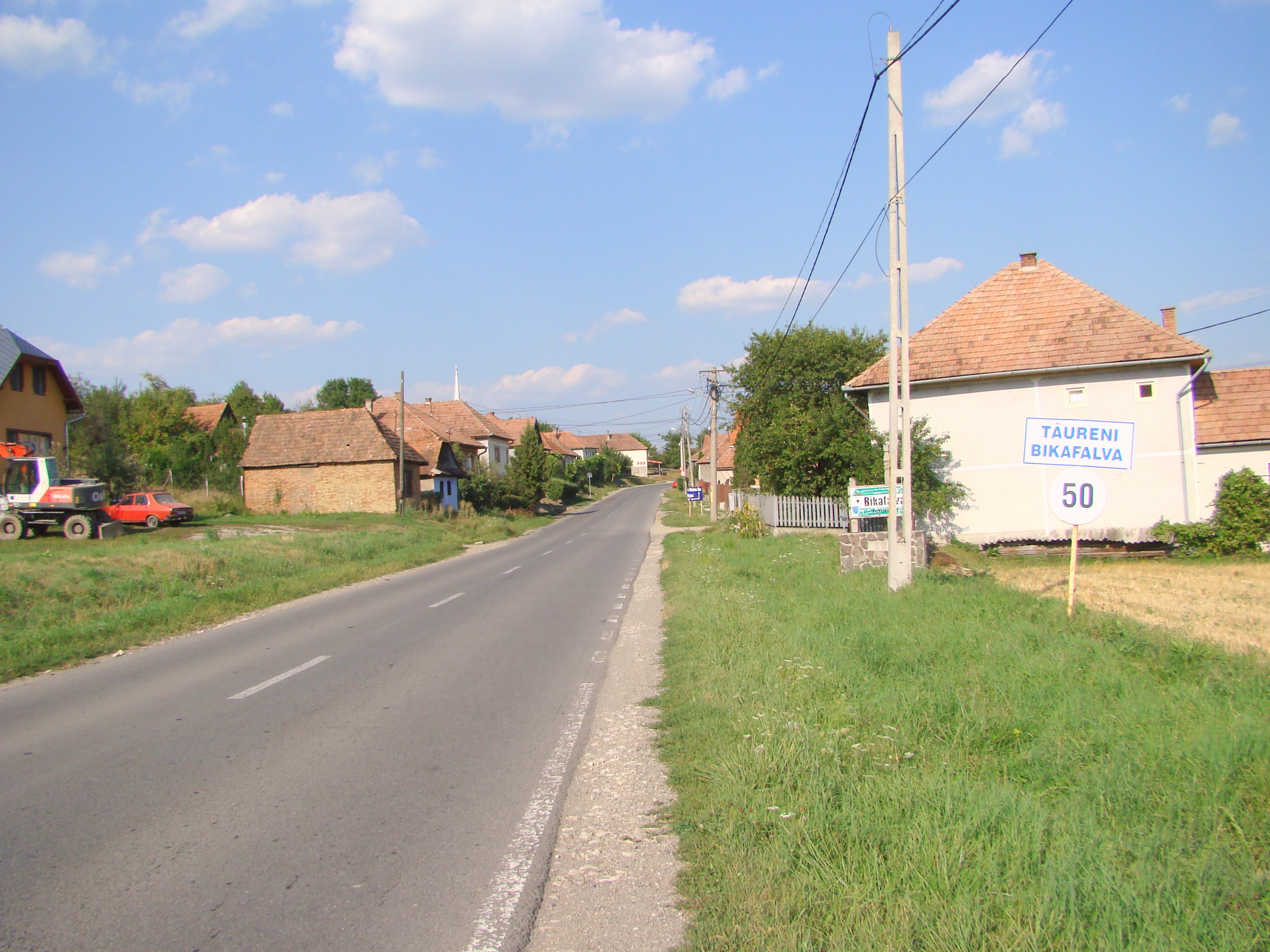
Intrarea în localitate
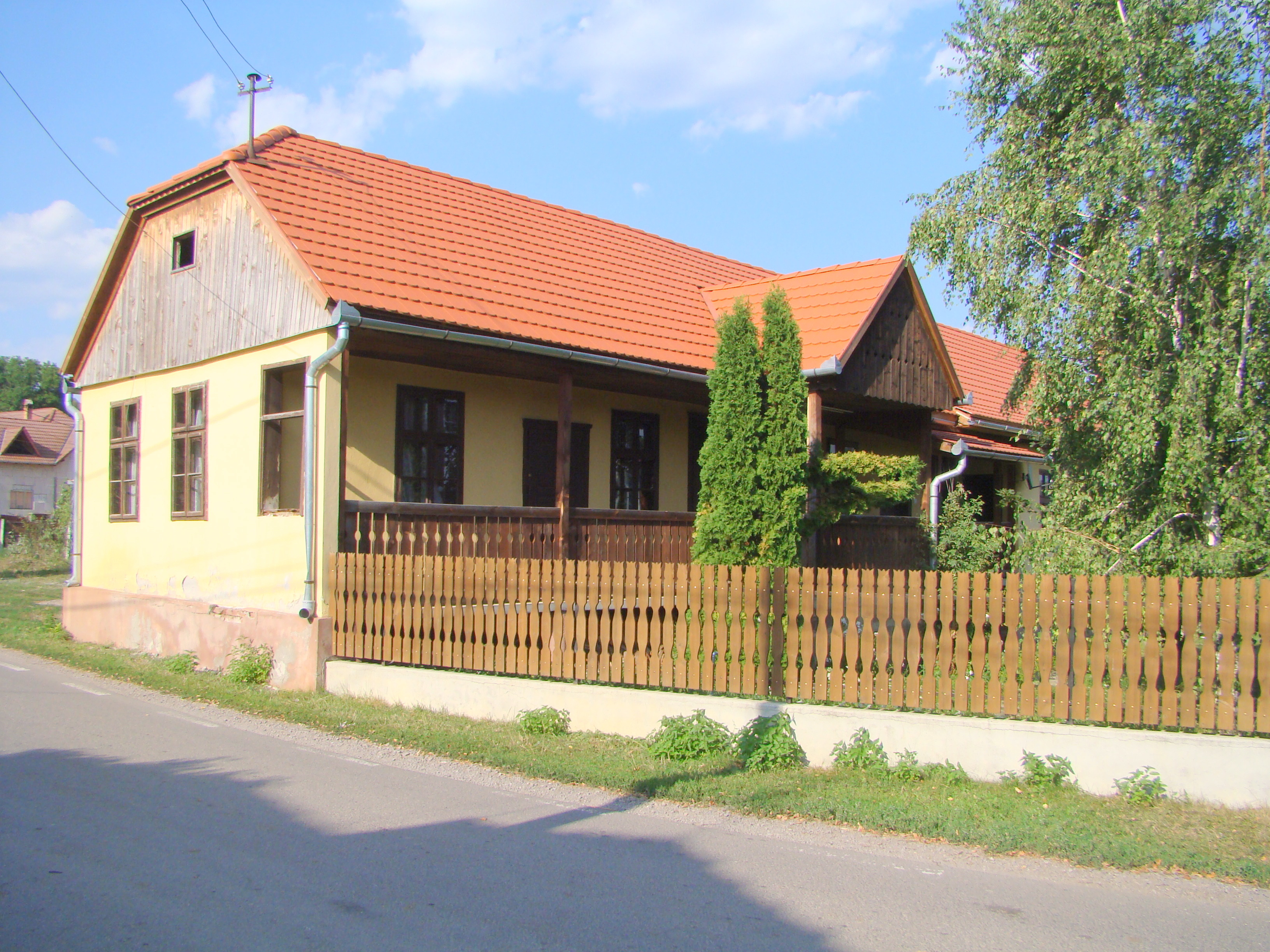
Fosta școală confesională
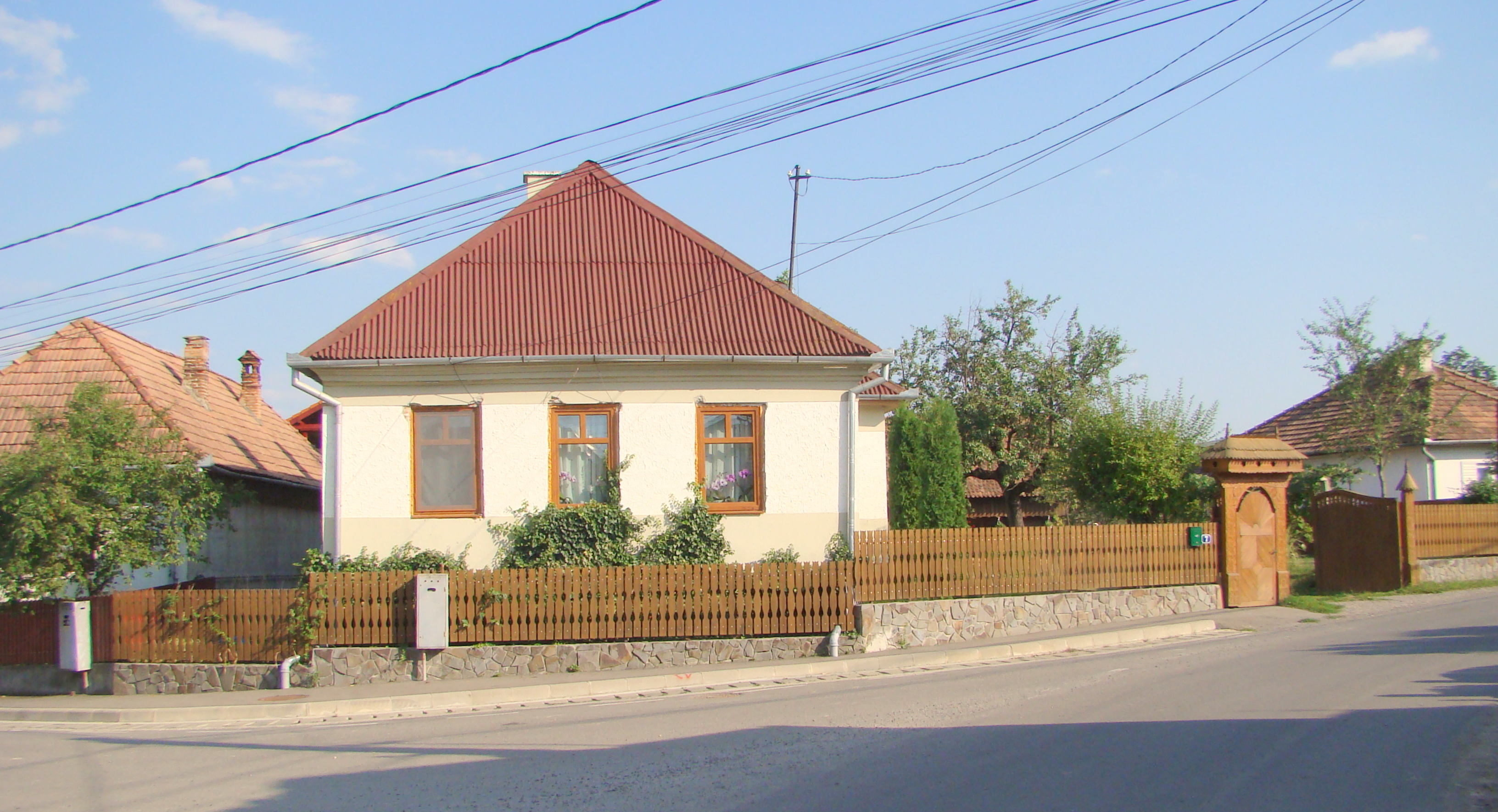
Casa parohială reformată
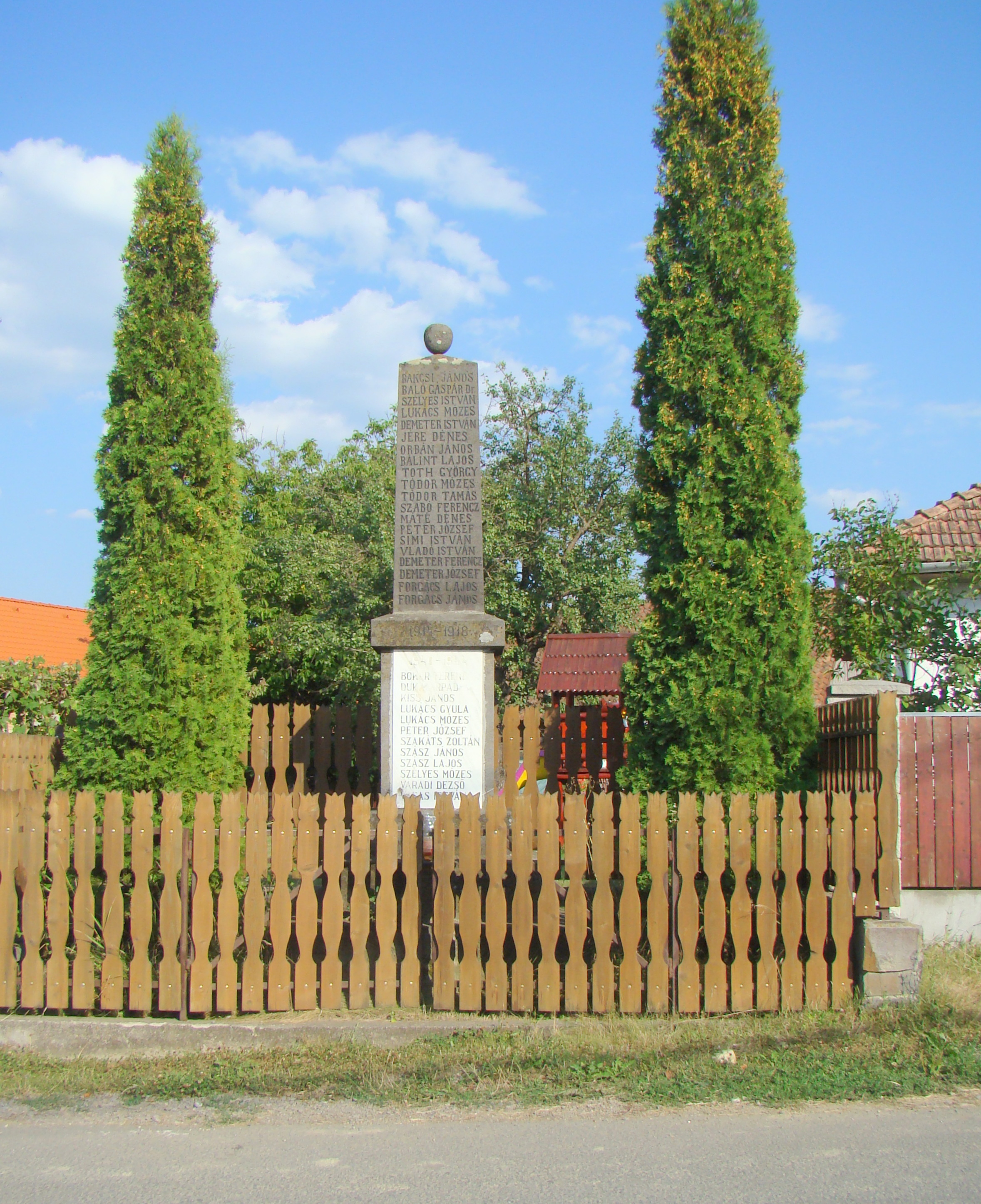
Monumentul eroilor

 Acest articol despre o localitate din județul Harghita este deocamdată un ciot. Puteți ajuta Wikipedia prin completarea lui.